# Sarzana

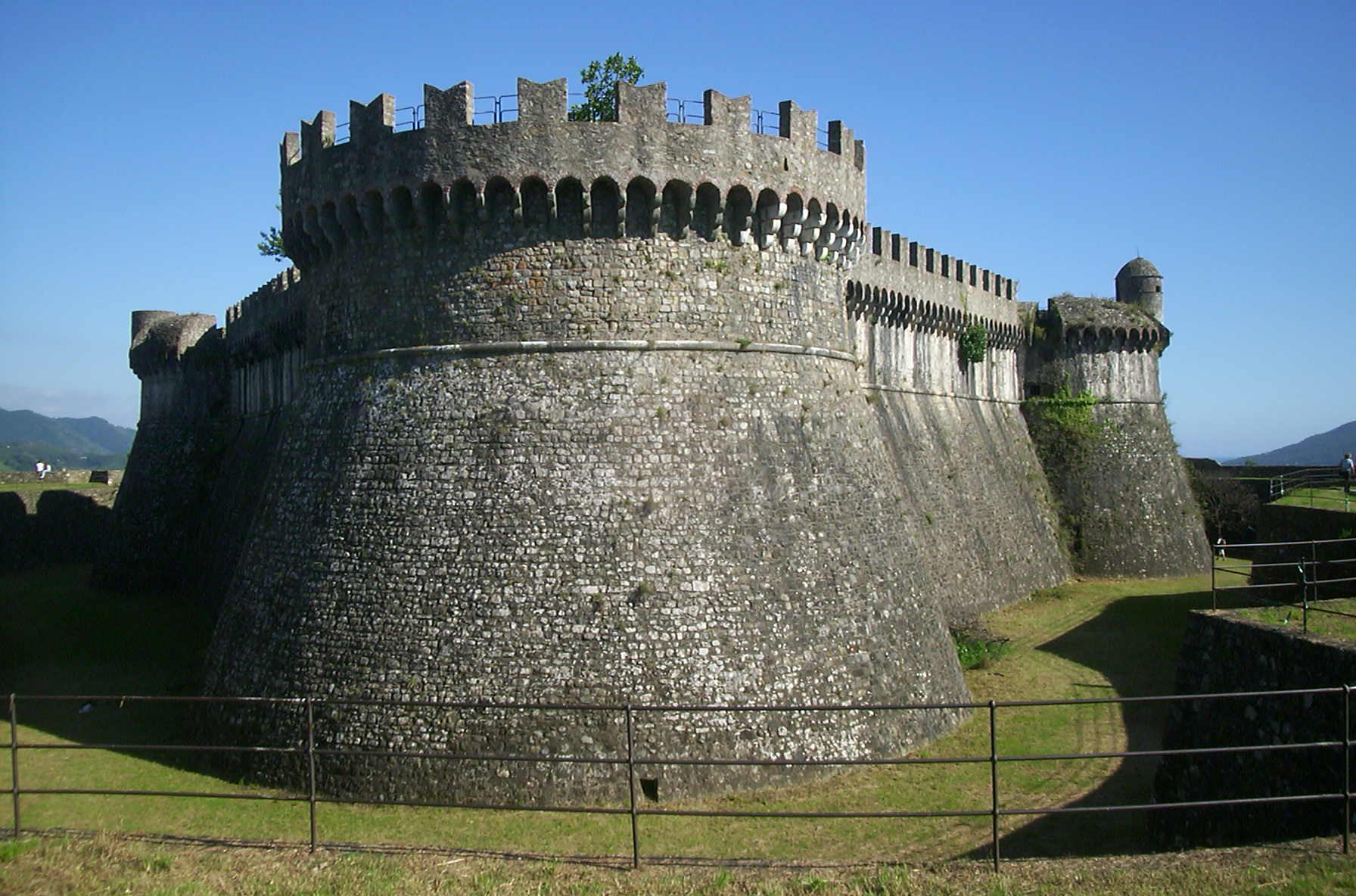
Pháo đài Sarzana.

Sarzana là một đô thị ở tỉnh La Spezia, vùng Liguria, Italia, 15 km về phía đông của Spezia, trên tuyến đường sắt đi Pisa. Năm 2004, đô thị này có dân số 20.180 người. 

## Thành phố kết nghĩa
- - Villefranche de Rouergue, Pháp
- - Eger, Hungary